# Љубомир Богдановић
Љубомир Богдановић (Београд, 25. новембар 1922 — Београд, 1995) био je југословенски филмски и позоришни глумац.  

## Биографија
Љубомир Богдановић био je супруг глумице Капиталине Ерић. Са Капиталином се упознао у Југословенском драмском позоришту позне 1948. године, када се, заједно са Мирославом Беловићем и Стевом Жигоном, вратио после две године студија у Лењинградској академији. Требало је да остане четири године, али због Резолуције Информбироа, по својој жељи, вратио у своју земљу. Одмах је добио ангажман у Југословенском драмском позоришту.
Једна од улога бисера, како Капиталина Ерић пише у својој књизи, био је Бендек у комаду Ноћас је ноћ Видосава Стевановића, у режији Миленка Маричића. За ту улогу добио је годишњу награду Југословенског драмског позоришта 1982. године. О овој улози Петар Марјановић је у листу Политика написао: После више година рада у сенци, улогом Бендека Љуба Богдановић излази пред публику у пуној гами карактерног глумца.  С тамном бизарном појавом, с тонском скалом у којој је било и трагичних и црнохуморних прелива, с добро пронађеним детаљима у ,,цупкајућем” ходу и ненаметљивим тиковима у гесту и мимици – он је имао храбрости да, подржан од редитеља, у својој првој појави на сцени отпева експонирану, и опасно дугу, песму робијаша на начин који је био у строгој функцији лика.

## Улоге
|         | 1960 | 1970 | Укупно |
| ------- | ---- | ---- | ------ |
| ТВ филм | 3    | 1    | 4      |
| Год.     | Назив                      | Улога \|- style="background: Lavender; text-align:center; " | 1960.-те_ | 1960.-те_ | 1960.-те_ | 1960.-те_ |
| 1960.    | Писаћа машина (ТВ филм)    | /                                                           |           |           |           |           |
| 1968.    | На рубу памети (ТВ филм)   | Др Бранко Радочај                                           |           |           |           |           |
| 1969.    | Обична прича (ТВ филм)     | Сурков                                                      |           |           |           |           |
| 1970.-те |                            |                                                             |           |           |           |           |
| 1974.    | Мистер Долар (ТВ филм)     | Новинар                                                     |           |           |           |           |
| 1990.-те |                            |                                                             |           |           |           |           |
| 1990.    | Колубарска битка (ТВ филм) | Војвода Степа Степановић                                    |           |           |           |           |